# Batallón Louise Michel
Con el nombre de Batallón Louise Michel (también denominado Batallón Seis de Febrero) se conocieron dos unidades de franceses y belgas que participaron en las Brigadas Internacionales durante la guerra civil española, y cuyo nombre hizo honor a Louise Michel, una heroína de la Comuna de París en 1871.
- El primer batallón estaba formado por un pequeño número de voluntarios que habían estado operando desde Barcelona a partir del otoño de 1936 y que pronto se integraron en otras unidades de la XI y XIII Brigada.

- El segundo se formó en Albacete, en los centros de reclutamiento y partida de los miembros de las Brigadas Internacionales, en octubre de 1936. Formó parte de la XIII Brigada. En enero de 1937 se fusionó con el Batallón Henri Vuillemin.